# Dorotty Szalma

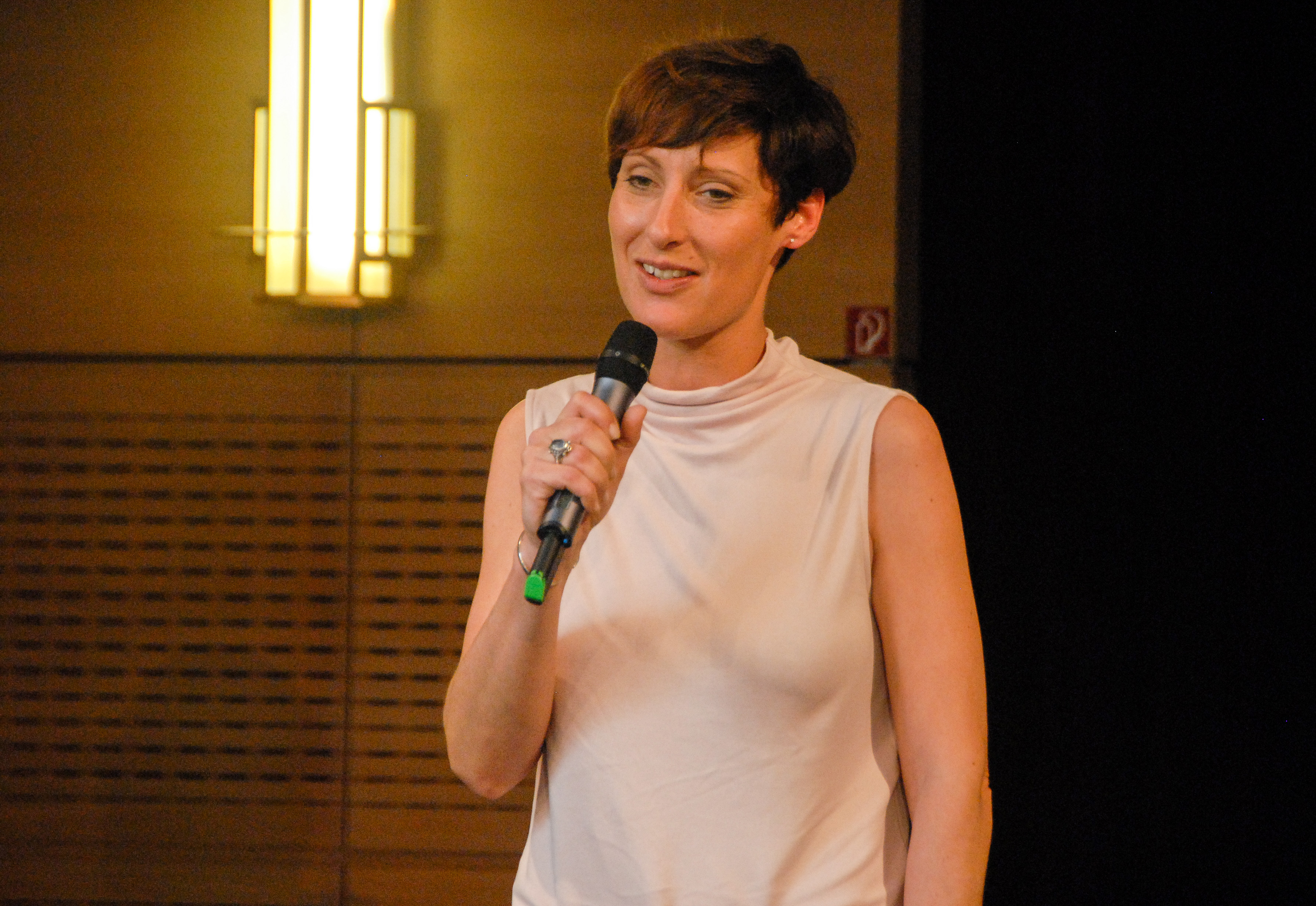
Dorotty Szalma, 2016

Dorotty Szalma (* 5. September 1974 in Budapest) ist eine Theaterregisseurin und Intendantin.

## Leben
Szalma wurde am 5. September 1974 als Tochter einer Theaterfamilie in Budapest geboren. In Österreich besuchte sie später das Realgymnasium Wien Hegelgasse und erhielt im Jahr 1994 ihr Abitur. Bereits während ihrer Schulzeit schrieb sie als freie Mitarbeiterin für die ungarische Zeitung „Jugend der Welt“ („Vílág Ifjúsága“) aus Österreich. Anschließend an die Schulausbildung folgte ein Studium der Theaterwissenschaft und Italienisch an der Universität Wien. Szalma übernahm ebenfalls ab dem Jahr 1994 die Öffentlichkeitsarbeit am Theater Auersperg in der österreichischen Hauptstadt. Zwei Jahre später wechselte sie an die Hochschule für Musik und Darstellende Kunst in Frankfurt am Main und studierte über drei Jahre Theaterregie. Seit ihrem Abschluss zum Jahrtausendwechsel ist sie als freiberufliche Theaterregisseurin tätig. Sie gründete im Jahr 2002 die Theatergruppe „Theatrum non Gratum“, in der sie auch die künstlerische Leitung übernahm. Im Jahr 2007 wurde sie stellvertretende künstlerische Leiterin der Hochschule für Musik Mannheim im Bereich Oper. Zurück in ihrer Heimat übernahm sie noch im gleichen Jahr die Künstlerische Leitung über das Theater Berzsenyi in Szombathelv in Ungarn. Von 2013 bis 2021 war Szalma die Schauspielintendantin des Gerhart-Hauptmann-Theater Görlitz-Zittau. Sie war Mitglied in der Wählervereinigung Zittau kann mehr und wurde im Jahr 2014 in den Stadtrat gewählt. Seit 2020 ist Szalma Kultursenatorin des Freistaates Sachsen. Ab der Spielzeit 2023/2024 wird sie die Intendanz am Theater der Altmark in Stendal übernehmen.
Szalma lebt in Stendal. Sie ist verheiratet und hat eine Tochter.

## Regisseurin
Als Regisseurin war Szalma u. a. bei den Freilichtspielen Bad Bentheim, dem Deutschen Theater Göttingen, an den Theatern Erfurt, Aachen und Gießen und an zahlreichen ungarischen Bühnen beschäftigt. Sie inszenierte im Bereich Schauspiel z. B. Friedrich Schillers Maria Stuart, Werner Schwabs Die Präsidentinnen, Samuel Becketts Das letzte Band und befasste sich auch immer wieder mit Uraufführungen und deutschsprachigen Erstaufführungen. Im Bereich Musiktheater reicht ihr Spektrum von Mozart-Stücken wie Die Entführung aus dem Serail bis zu Aufführungen wie Schillers Räuber - Rapʻn Breakdance Opera.
Am Gerhart-Hauptmann-Theater übernahm sie die Regie in Stücken wie Welche Droge passt zu mir? (2015), Am Boden (2017), dem Weihnachtsmärchen „Die zertanzten Schuhe“ (2015) und „Der Drache im Schrank“ (2016), aber auch in der Shakespeare-Komödie „Ein Sommernachtstraum“ (2016).
Szalma bekam den Berzsenyi-Preis für hervorragende Theaterarbeit und erhielt den 2. Platz beim Europäischen Opernregie-Preis 2009 in Barcelona.